# Цуцкірідзе Михаїл Онисимович
Михаї́л Они́симович Цуцкірі́дзе (1918 — ?) — передовик сільського господарства, ланковий колгоспу імені Молотова Орджонікідзевського району Грузинської РСР. Герой Соціалістичної Праці (1949).

## Життєпис
Народився на території Хараґаульського муніципалітету регіону Імеретія, Грузія.
У 1948 році ланка під його керівництвом зібрала урожай винограду 86 центнерів з гектара на площі 3 гектари виноградників шампанських сортів.
З 1978 року — персональний пенсіонер союзного значення.
Подальша доля невідома.

## Нагороди
Указом Президії Верховної Ради СРСР від 9 серпня 1949 року Цуцкірідзе Михаїлу Онисимовичу присвоєне звання Героя Соціалістичної Праці з врученням ордена Леніна (№ 106721) і золотої медалі «Серп і Молот» (№ 4417).
Також нагороджений другим орденом Леніна (05.09.1950).